# ATCコード A14
ATCコード A14（全身用の同化剤）は、解剖治療化学分類法（ATCコード）の治療法メイングループによる分類の一つ。世界保健機関が割り当てた英数字のコード体系であり、医薬品その他の医療用品の分類を示す。分類コードA14は解剖学的部位に基づいた分類コードA（消化管および代謝）の下位分類である。
獣医学の分野で用いる場合は、ヒト用であるATCコードの先頭に文字Qを付加し、QA14... のように表記する（ATCvetコード）。
ATCコードで分類できないものがある場合は、内国レベルの事案に関して、世界保健機関が割り当てていない未使用コードを追加拡張して使用することが可能である。

## A14A アナボリックステロイド

### A14AA アンドロスタン誘導体
A14AA01 アンドロスタノロン (Androstanolone)
A14AA02 スタノゾロール (Stanozolol)
A14AA03 メタンジエノン (Metandienone)
A14AA04 メテノロン (Metenolone)
A14AA05 オキシメトロン (Oxymetholone)
A14AA06 キンボロン (Quinbolone)
A14AA07 プラステロン (Prasterone)
A14AA08 オキサンドロン (Oxandrolone)
A14AA09 ノルエタンドロロン (Norethandrolone)

### A14AB エストレン誘導体
A14AB01 ナンドロロン (Nandrolone)
A14AB02 エチルエストレノール (Ethylestrenol)
A14AB03 シピオン酸オキサボロン (Oxabolone cipionate)

## A14B その他の同化剤
この分類は、空である。